# I misteri di Napoli
I misteri di Napoli è un romanzo scritto da Francesco Mastriani che si ispira a Les mystères de Paris (I misteri di Parigi) di Eugène Sue. Venne pubblicato tra il 1869 e il 1870 in novantatré dispense sul quotidiano Roma. Il successo del romanzo di Sue, infatti, creò un genere particolare di feuilleton che ebbero esempi in Francia e in Italia. 
Fin dall'inizio appaiono chiare le tendenze dell'autore verso un socialismo utopistico dove si intrecciano il romanzo di appendice con lo studio sociologico delle classi sociali dell'epoca condito di esaltazione di idee e sentimenti per un ambiente multicolore, quale quello meridionale, studiato per aggiungere all'opera quella poesia popolare che ne conferisce un sapore aulico.

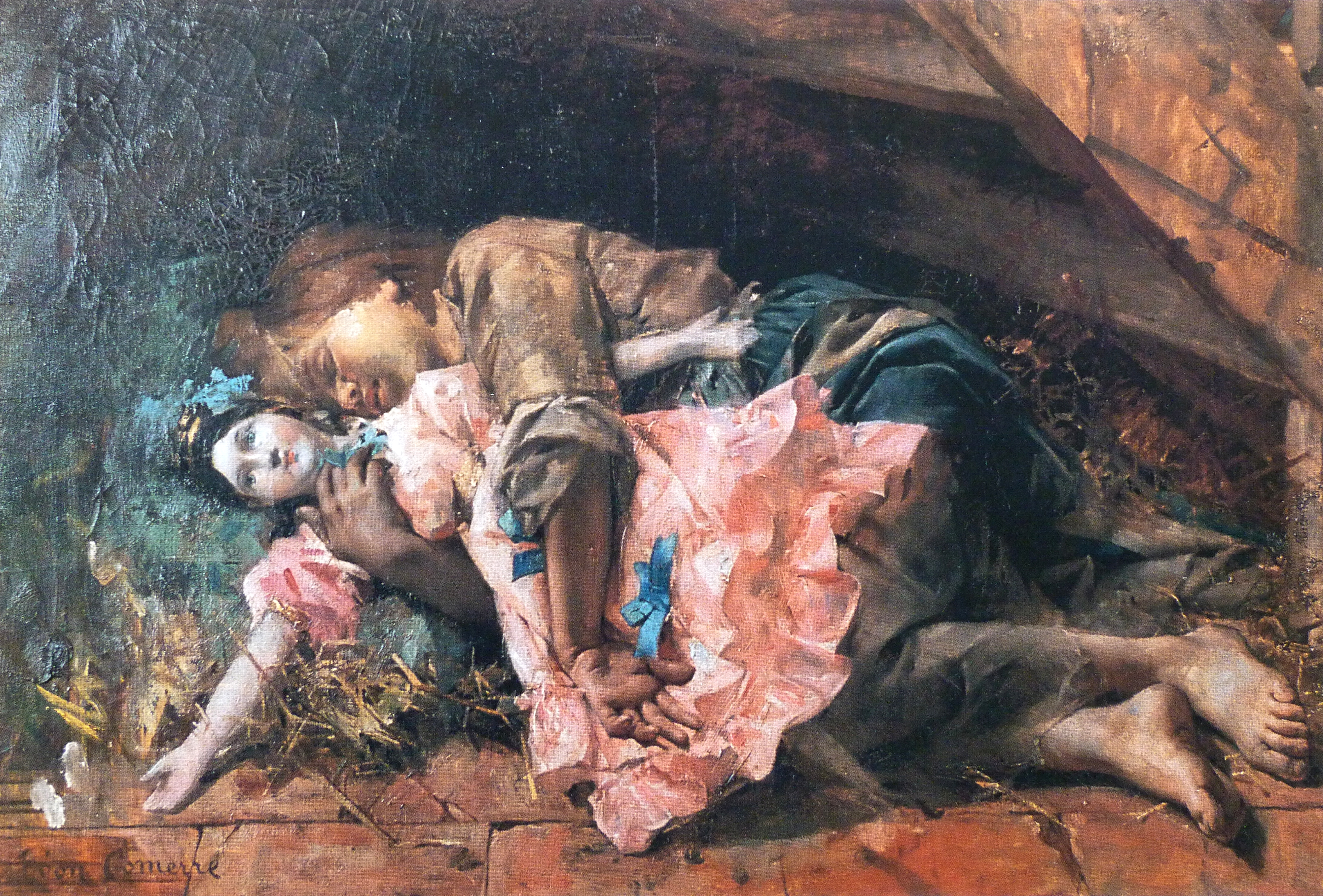
Spesso, nelle lunghe ore di tetra solitudine, in cui lo gittava la sua folle avarizia, tra le tombe che egli aveva scavate intorno a sé, il suo pensiero si arrestava talvolta sopra una cara immagine.

## Trama
Il libro narra le vicende di talune categorie della società partenopea dell'epoca: dalla malavita ai baroni, dalla nobiltà decaduta ai camorristi. Attraverso la narrazione, l'autore descrive tutti gli ambienti più caratteristici della criminalità napoletana, tra le quali non mancano, però, dei personaggi di degna considerazione quali ad es. la celestiale Marta o il pio Onesimo. L'azione centrale si svolge nella fase decadente della dinastia Borbonica dal 1848 al momento dell'arrivo a Napoli dei Piemontesi.
La complicata vicenda dei Misteri comincia nell'aprile del 1846, con l'assassinio del duca Tobia di Massa Vitelli, ricchissimo possidente, che viene anche derubato di una grossa somma. Partendo da questo evento, Mastriani conduce il lettore attraverso il “labirinto degli avvenimenti” che precedono e seguono la morte del duca Tobia.  Questo labirinto si può riassumere in più nuclei narrativi: 
-la storia di Serafino Jommero, detto Cecatiello, ladro dal cuore buono e dall'aspetto singolare, così chiamato da quando, appena diciottenne, perde l'occhio sinistro durante una rissa nel carcere della Vicaria; per vendicarsi su colui che ha causato l'incidente, Cecatiello fa una scelta che lo condizionerà per tutta la vita: giura fedeltà eterna al terribile Pilato lo Strangolatore, criminale dai tratti bestiali e capo di una paranza di camorristi, alla quale Cecatiello si unisce, diventando esecutore di numerosi furti organizzati a regola d'arte e pianificando egli stesso l'omicidio del duca e il furto del suo denaro. Ma questo denaro è riservato a nobili intenti; nel corso dell'intricata storia, infatti, Cecatiello è costantemente diviso tra la sua ignominiosa attività di ladro e l'amore per Marta, unica figlia avuta da un'accidentale relazione con Rosa, una ninfomane fuggita dal manicomio, guarita dalla ninfomania con la gravidanza ma poi caduta nello squilibrio mentale dopo che la figlia le viene sottratta dallo stesso Cecatiello. Il ladro, tuttavia, si prenderà cura della demente Rosa in segreto. Marta, operaia nei possedimenti rurali dei Massa Vitelli, di una bontà più divina che umana (è spesso soprannominata “la santa”), è ignara dell'attività del padre e non conosce la madre, ma dopo che Cecatiello le racconta la verità sulle sue origini, la giovane insiste per incontrare la madre e fa appena in tempo a vedere Rosa morente. Quando lo Strangolatore viene ucciso dal camorrista Sciasciariello, Cecatiello è finalmente libero dalla schiavitù del crimine, e vuole impiegare i soldi rubati ai suoi ricchi oppressori per dare una dote alla figlia e sottrarla al suo pesante e malsano lavoro, ma troppo tardi: Marta, consumata dagli stenti, muore prematuramente;
-la storia degli Onesimi, pia e umile famiglia di proletari di campagna al servizio dei Massa Vitelli, e da questi ultimi continuamente oppressi e maltrattati; ciononostante, essi obbediscono al giuramento, fatto su un crocifisso e tramandato da più generazioni, di perdonare sempre i loro oppressori. Il maggiore dei figli, Paolo (che nella storia viene chiamato semplicemente Onesimo), anch'egli di animo buono, altruista e non violento, si innamora di Marta, ricambiato, e si impegna con passione a promuovere la pace tra le classi sociali e la rinuncia alla violenza. Il giuramento della famiglia viene rotto dal più giovane degli Onesimi, il cupo e rancoroso Sabato, che dopo la morte della sorella Filomena e la rovina economica causata loro dai padroni, si unisce ai briganti giurando vendetta. Nel frattempo, Onesimo finisce ingiustamente in carcere due volte: la prima volta sarà liberato da Cecatiello, la seconda dai garibaldini giunti a Napoli nel 1860; sarà inoltre fatto per breve tempo prigioniero dai briganti, nel cui covo segreto ritrova il fratello Sabato, che aveva per tanto tempo creduto morto. Sabato inizia ad attuare la sua personale vendetta contro i padroni, uccidendo don Diego Pincho, perfido amministratore dei beni dei Massa Vitelli (che si era mostrato inflessibile davanti alle implorazioni di Onesimo padre di non sfrattarli), e poi intenzionato a uccidere il duca Tobia e sottrargli i trentamila ducati destinati a Onesimo, ma in questo verrà preceduto da Cecatiello e Pilato. Sabato poi disperde i briganti uccidendo in duello il loro terribile capo Angelantonio Rinaldi, ma sarà poi arrestato e condannato a vent'anni di lavori forzati. Il buon Onesimo, intanto, eredita i trentamila ducati e acquista il mulino in cui aveva lavorato per tanti anni, ma non riuscirà mai a coronare il suo sogno di sposare Marta;
-la storia della famiglia di Gesualdo, altro devoto servo dei Massa Vitelli, che muore dopo uno stremante cammino dalla campagna alla città per eseguire un ordine della marchesa Maria Amalia di Massa Vitelli (ordine che poi si rivelerà un futile capriccio della marchesa). I figli di Gesualdo, sfrattati dall'ingrata marchesa e rimasti soli, vanno incontro a tristi destini. La maggiore, Rita, sofferente dell'amore, non ricambiato, per Onesimo, cade nella prostituzione e poi si unisce ai briganti divenendo la druda del capo Angelantonio; dopo la dispersione dei briganti, la giovane continua per qualche tempo a percorrere la strada della perdizione, finché, malata e sofferente, finisce nell'ospizio della Maddalena, e qui muore fra le braccia di Marta, sua rivale in amore. Il fratello più piccolo, Nazario, dopo le prime cure da parte della buona Marta, tenta inutilmente di far fortuna in città con le sue doti letterarie, acquisite dopo un periodo di intense letture; durante il soggiorno a Napoli, Nazario incontra per caso l'altra sua sorella Francesca, e scopre con sgomento che è diventata la concubina di un nobiluomo; gli insuccessi si susseguono finché il giovane, misero e affamato, viene salvato da un pittore inglese che lo porta con sé per farne l'istitutore dei figli. Onesimo lo raggiunge in Inghilterra dopo la perdita di Marta;
-infine, la storia della famiglia Massa Vitelli, i ricchi possidenti che per più generazioni si macchiano di orrendi misfatti. Le vicende della famiglia ruotano per lo più attorno alla bieca figura di Tobia, che già molto giovane si dimostra di una perfidia diabolica: insieme al fratello Angelo deruba di nascosto il padre, l'avarissimo barone Ciriaco, e denuncia ai sanfedisti lo zio paterno Ciro, che verrà accusato di giacobinismo e condannato ad una morte atroce, lasciando così la sua generosa parte di eredità nelle mani dei malvagi nipoti. Inoltre, Tobia e Angelo sono istigati dal padre a infierire sulla sorella più piccola, la buona Cecilia, che costringeranno a farsi monaca per impadronirsi della dote materna. In convento, Cecilia incontra di nascosto il suo innamorato, il principe Eugenio, ma viene tradita dalla sua complice e punita con una orribile prigionia nelle segrete del convento, dalle quali esce impazzita dalla paura per poi morire delirando. In seguito, Tobia causa il colpo di grazia al vecchio Ciriaco informandolo che la regina Maria Carolina è morta in esilio. Alle vicende del terribile duca seguono quelle del figlio Filippo, pestifero da bambino e prodigo dongiovanni da grande; dopo un litigio con Tobia sarà da questi diseredato, e morirà povero, abbandonato e consunto dal colera, mentre suo padre amoreggia con la seconda nuora e continua ad arricchirsi opprimendo i suoi dipendenti e imbrogliando gli aristocratici suoi rivali. Tuttavia, una grossa rete di camorristi in combutta con le sfere della nobiltà sta cospirando contro di lui; anziano, malato e perseguitato dai fantasmi della sua lurida coscienza, Tobia include nelle sue ultime volontà testamentarie la somma di trentamila ducati da destinare a Onesimo, per riparare ai torti fatti alla sua famiglia. Infine, Pilato lo strangola nel suo letto mentre Cecatiello gli sottrae il denaro. Del delitto viene inizialmente incolpato Onesimo, ma il giovane sarà poi scagionato e il mistero verrà chiarito solo anni dopo, quando i principali responsabili (Pilato, gli altri membri della paranza, e Luigi Cocola, organizzatore e finanziatore del delitto) sono già morti. Nel frattempo, l'Italia si è unita e Napoli ha perso i suoi privilegi, così i restanti componenti dei Massa Vitelli lasciano la città.

## I personaggi esemplari e il provvidenzialismo
Nei Misteri si può notare un caleidoscopio di personaggi fortemente stereotipati, collocati su un piano di esemplarità che risponde bene al gusto dei lettori, i quali sono in grado, in questo modo, di identificarsi facilmente con le personalità del romanzo e quindi di capire la lezione che Mastriani trasmette attraverso di esse; la stessa strutturazione dell'opera è una chiara spia di questo atteggiamento: le tre parti in cui il romanzo è diviso sono infatti intitolate “Marta o la fede”, “I Massa Vitelli o i possidenti”, e “Nazario o l'anima”.
Il portavoce principale del pensiero di Mastriani è Onesimo, emblema della perfezione fisica (che attrae il lettore) e morale (che educa). Contrapposto al demoniaco aristocratico, ma anche al peccaminoso e corrotto proletario cittadino e agli altri proletari rurali, ignoranti e “cafoni”, Onesimo è reso ulteriormente angelico e quasi fiabesco dal suo rispetto del giuramento di famiglia, fondato sul perdono degli oppressori e sulla pace tra gli oppressi. Questi attributi non lo rendono passivo nell'interazione-scontro con gli altri personaggi; lungo tutto il corso della narrazione, il giovane si impegna con passione a difendere i diritti dei poveri in un'epoca in cui i poveri non sono nemmeno considerati alla stregua di esseri umani, ma le armi che usa e propone, ovvero la salda fede in Dio e il mantenimento del proprio orgoglio di lavoratore come motore della vita economica e sociale, che si mantiene integro di fronte alle vessazioni del ricco padrone senza l'ausilio della violenza, lo distaccano dalla realtà storica per collocarlo in una dimensione utopica. Nelle sue parole si trova racchiuso il messaggio di Mastriani non solo ai lettori del popolo, ma anche alla piccola borghesia cittadina di cui egli stesso è parte: si consola il povero assicurandolo dell'infelicità del ricco, ma allo stesso tempo spicca l'augurio di diventare proprietari, proponendone una nuova immagine fondata non sull'accumulo capitalista, bensì sulla convivenza pacifica e sul categorico rifiuto della rivoluzione violenta.
Figura parallela a quella di Onesimo è Marta, che però, contrariamente all'eroina tipica del romanzo d'appendice, non presenta la perfezione fisica ma esclusivamente quella morale, che Mastriani considera ben più importante; mentre, infatti, il suo aspetto è verosimilmente sgraziato a causa della sua condizione di operaia povera, è la sua personalità a donarle la bellezza sovrumana che strega Onesimo: viene messo da parte il corpo per esaltare l'anima. Esemplare della virtù più pura e dell'incondizionato amore per il prossimo, Marta uccide la sua amata gallina per farne un brodo caldo da somministrare al morente Gesualdo, accoglie nel suo misero tugurio l'orfano Nazario quando essa stessa fa fatica a mantenersi, non reagisce davanti agli insulti e agli schiaffi della perfida marchesa Maria Amalia e, addirittura, cura con zelo la ferita del malvagio Pilato dopo che questi ha tentato di strangolarla, fermato appena in tempo dal coltello di Cecatiello. Anche l'amore tra lei e Onesimo è un amore casto, spirituale, scevro da qualsiasi riferimento alle passioni umane, anche le più innocenti; e alla fine, Marta muore senza diventare mai una sposa, poiché questo avrebbe significato renderla umana, e fare di lei e di Onesimo due corpi fatti di carne e non più due anime pure e perfette.
Mastriani contrappone all'immagine di Marta quella di Rita, che invece è bellissima e sensuale; ma, in parte anche per questo, Rita è l'esempio della potenziale distruttività delle passioni umane: il pio Onesimo, infatti, dalla sua dimensione angelica e ideale, non può ricambiare l'amore di Rita, che, al contrario di quello spirituale di Marta, è amore umano e quindi anche carnale. Il rifiuto di Onesimo scatena in Rita una caterva di passioni negative, che conducono la giovane alla pazzia (in quanto tenterà di suicidarsi), alla prostituzione e, infine, al brigantaggio e all'omicidio, completando così lo stereotipo letterario della donna fatale. Ma in realtà, vediamo anche che Mastriani rende “fatale” una donna che, oltre alla bellezza del corpo, ha il difetto di essere troppo emotiva e psicologicamente fragile. Nel romanzo sono presenti altre donne fatali, come la marchesa Maria Amalia di Massa Vitelli e donna Maria, fantesca e amante dell'amministratore don Diego Pincho, ma queste due donne appaiono più statiche, ferme nella loro funzione secondaria che contribuisce a rendere il mondo dei ricchi più odioso agli occhi del lettore.
La fanciulla perseguitata è invece rappresentata da Cecilia di Massa Vitelli, nella cui triste vicenda si ripresenta anche il tema della “malmonacata”. Insieme allo zio “giacobino” Ciro, anch'egli di buon cuore, Cecilia è la dimostrazione di Mastriani che i ricchi non possono in alcun modo essere buoni, e se lo sono vengono sopraffatti nel peggiore dei modi. Sia Cecilia che Ciro muoiono come martiri: la fine tragica, infatti, è l'unico riscatto dalla disgrazia di essere nati di indole buona in una famiglia ricca. Lo stesso destino tocca anche a Giacinta-Emanuela, moglie di Tobia, sposata solo per la dote e poi maltrattata continuamente fino alla morte prematura, e a Rosalia, prima moglie di Filippo, che subisce pazientemente l'umiliazione del tradimento per tutta la vita coniugale.
Come Marta e Onesimo sono gli emblemi della perfezione che elimina il realismo ed esalta l'idealizzazione divina, così Tobia di Massa Vitelli è la personificazione del diavolo; fatta eccezione per il normale aspetto esteriore (comunque finalizzato alla mimetizzazione del male sotto il lusso e la cura di sé), egli è privo di qualsiasi lato positivo e non presenta nemmeno uno spiraglio di debolezza umana. Infatti, nel romanzo sono presenti altre figure di aristocratici e alto borghesi ugualmente egoisti, venali e corrotti, ma che prima o poi dimostrano di avere un lato umano: ad esempio, il barone Ciriaco è avaro al punto di negare il cibo alla moglie e ai figli, e incoraggia Tobia e Angelo a picchiare selvaggiamente Cecilia, tuttavia vi sono dei momenti in cui Cecilia, anche con un solo sguardo, apre in lui una piccola breccia di amore paterno; per il resto, Ciriaco appare più che altro come una vittima della sua stessa avarizia patologica, che lo rende squilibrato e paranoico, quindi debole; allo stesso modo, Filippo conduce la sua gran vita da rampollo della nobiltà, viziato e dissoluto, ma saranno proprio la dissolutezza e la prodigalità a rovinarlo e a ucciderlo; don Diego, che rappresenta la corrotta borghesia urbana asservita al potere aristocratico, è astuto e viscido, ma in fin dei conti capace anche di perdere la testa per una popolana che riuscirà sempre a tenerlo in pugno, e anche la sua grottesca figura, come quella di donna Maria, viene ritratta con una vena di umorismo. A differenza di questi personaggi, Tobia non ha debolezze né cedimenti, e riesce a portare a termine tutti i suoi piani diabolici con un'abilità che quasi fa pensare alla magia nera. Mastriani concentra in lui tutte le caratteristiche della mostruosità morale per evidenziare al massimo la negatività del ricco, che accumula i suoi beni sulle disgrazie dei poveri e degli altri ricchi, persino quelli del suo stesso sangue, ma anche per simboleggiare la presenza nel mondo di un male che non si sconfigge semplicemente con la morte: Tobia, infatti, già sofferente e consunto dalla malattia, patisce la morte atroce dello strangolamento, ma ciò non elimina automaticamente i mali che ha causato.
Un altro malvagio del romanzo è Pilato lo Strangolatore, emblema della bestialità sia morale che fisica. Anche Pilato, come Tobia, è privo di qualsiasi connotazione umana; mentre Tobia è il demonio generato dall'aristocrazia, Pilato è il demonio generato dal sottoproletariato urbano. Sorprendentemente, come a Sciasciariello e agli altri camorristi, a Pilato non viene data alcuna biografia, né ulteriore 'spessore' che ne faccia risaltare la natura mortale e lo distacchi dal pittoricismo sublime della Napoli criminale: Mastriani si limita a marcarlo di simbolismo negativo per ribadire la sua assoluta contrarietà al crimine, alla corruzione e a qualsiasi tipo di ribellione violenta all'ordine provvidenziale. E infatti, Tobia, Pilato e Sciasciariello, che in modo diverso osano ergersi contro il potere divino, si eliminano a vicenda. 
Si può dire che gli unici due esempi di superamento degli stereotipi nei Misteri siano Sabato e Cecatiello; entrambi, infatti, sono caratterizzati da una profonda umanità. Pur credendo nella provvidenza, Sabato è l'unico degli Onesimi a vendicarsi contro i propri oppressori invece di perdonarli, dimostrando quella naturale e giusta rabbia che gli oppressi manifestano nella realtà; il lettore non può non schierarsi dalla sua parte quando uccide don Diego Pincho, o quando sfida e uccide in duello il brigante Angelantonio. Sabato è il tenebroso eroe romantico, l'esecutore spietato della giustizia divina sugli oppressori,  ma è proprio la sua rottura del giuramento del perdono a collocarlo dalla parte dei criminali agli occhi dell'autore, poiché il giovane cade nelle spire dell'odio, della violenza e del peccato, unendosi ai briganti, uccidendo e bramando l'eredità destinata a Onesimo dal duca Tobia (la somma è in realtà riservata “all'ultimo degli Onesimi”, che di fatto è Sabato; ma visto che Sabato è fuggito e dato per morto, Tobia crede che l'ultimo degli Onesimi sia l'unico rimasto, ossia Onesimo); tramite Sabato, Mastriani comunica al lettore che egli riconosce che l'oppressione e la sofferenza sfociano logicamente nell'odio e nella rivolta violenta, ma allo stesso tempo condanna questa crudele logica incoraggiando invece la purezza dell'animo, la carità, l'istruzione intesa come unica fonte efficace di coscienza sociale, e infine lo spirito di sacrificio nel lavoro, tutte virtù che saranno premiate dalla divina provvidenza. Per essersi sottratto a queste virtù (utopiche) e per aver preferito invece eliminare le fonti di oppressione in maniera diretta (e realistica), Sabato viene punito, uscendo di scena con una lunga condanna ai lavori forzati.
Quanto a Cecatiello, fa la sua prima apparizione come un grottesco personaggio dai tratti bestiali riservati ai camorristi, e nel corso del romanzo, vediamo che egli è scaltro, opportunista e in grado di mettere a punto piani infallibili. Ma ad 'umanizzarlo', anche agli occhi severi di Mastriani, è esclusivamente l'amore paterno: Marta, infatti, costituisce il suo unico riscatto. È in onore della sua paternità che Cecatiello fa la carità a un misero mendicante padre di famiglia, è per Marta che egli medita ripetutamente di liberarsi dalla schiavitù giurata a Pilato e al crimine, e si prende cura dell'ammalata e demente Rosa perché è lei ad avergli dato Marta. Tuttavia, Mastriani rimane fedele alla sua visione della vita e della società: Cecatiello resta in fin dei conti un criminale, che per migliorare la propria condizione e quella dei suoi cari agisce con spudorato opportunismo invece di affidarsi a Dio, quindi Mastriani lo punisce, riservandogli addirittura la peggiore delle punizioni, ovvero la perdita dell'amata figlia, sulla cui tomba egli si lascia morire.
L'opera di Mastriani è pervasa dal sentimento religioso e da una visione provvidenzialistica della vita. I personaggi, sia positivi che negativi, sono infatti fortemente idealizzati e visti in una dimensione che va ben oltre il realismo; ciò risponde al duplice intento di rendere la vicenda romanzesca più attraente, comprensibile e consolatoria agli occhi del lettore, e di dare una dimostrazione dell'importanza assoluta della fede cristiana come unica vera salvezza dai mali sociali. È la virtù il vero mistero dell'opera; essa viene riservata a personaggi ideali, che sopportano una vita di soprusi in un mondo ingiusto senza altro aiuto che non sia quello della fede.
Ma il provvidenzialismo che Mastriani propone a conclusione del suo ciclo di romanzi post-unitari non sta a significare la semplice accettazione dello stato di cose in nome del quieto vivere e della stabilità sociale, poiché questo sarebbe impraticabile in una società dettagliatamente documentata nella sua instabilità; la fede non deve dipendere dalla cieca devozione alla Chiesa, né deve essere frutto di superstizione: essa deve essere sinceramente sentita, deve ispirare una lotta alle ingiustizie sociali tenace ma rigorosamente priva di odio e violenza, e spingere l'umile e l'oppresso ad andare avanti e cercare la virtù tra il “fango” e gli “obbrobrii”, perché solo così si può arrivare al riscatto.
Questa visione spiega anche la presenza delle lunghe e frequenti digressioni e la crudezza dei dettagli nel descrivere vicende e scenari di miseria, di violenza e di morte: il morboso sensazionalismo ha infatti una finalità morale oltre che estetica, in quanto deve suscitare il rifiuto assoluto del male. E così, Sabato non è descritto come l'eroe armato con la spada della giustizia, ma come un feroce assassino il cui coltello affilato trapassa senza pietà gli organi di altri esseri umani; la rivolta contadina del 1848 non è nient'altro che un inutile spargimento di sangue che costa la vita a degli innocenti, piuttosto che una conseguenza logica dell'oppressione; del brigante e del camorrista si ha l'immagine del bruto e dell'immorale piuttosto che del disperato che sopravvive per vie traverse fino a cadere nel circolo vizioso del crimine; e la bellezza sensuale di Rita non è un pregio, ma la condanna alla prostituzione e all'abiezione.
La giustizia divina nei Misteri di Napoli è anche l'unico vero elemento risolutore, che premia e punisce: prima che il lettore possa chiedersi dov'è la giustizia per la povera Cecilia, vediamo il barone Ciriaco, negli ultimi giorni della sua vita, tormentato da orribili incubi durante i quali invoca il nome della figlia, da lui stesso trascurata e maltrattata, mentre i perfidi fratelli Tobia e Angelo patiscono una morte violenta. Subito prima che Sabato riesca con l'inganno a entrare in casa sua per ucciderlo, don Diego sente una gelida fitta di paura irrazionale, pur non avendo idea di cosa lo aspetta. Allo stesso modo, è il timore di Dio a indurre persino il diabolico Tobia a lasciare un'eredità a Onesimo come richiesta di perdono per i mali causati alla sua famiglia.
La realtà dei Misteri è complessivamente una realtà triste e tormentata, a cui Mastriani è capace di dare una spiegazione precisa ed esaustiva, ma allo stesso tempo non è capace di proporre soluzioni pratiche che non siano quelle esemplificate da Onesimo con il rispetto per i valori tradizionali del proletario e del piccolo-borghese. Non ci si prefigge un'idea di cambiamento radicale, poiché ciò significherebbe sfociare nella tanto aborrita rivoluzione; quindi, il presunto socialismo di Mastriani è più che altro un socialismo cristiano che, benché sincero e appassionato nella denuncia ai mali della città, esaurisce tale denuncia nella rassegnata e semplicistica esortazione a rendersi conto di questi mali, imparare da essi che la violenza non è mai giustificabile, vivere nella pace e, soprattutto, lasciare il destino nelle mani di Dio. In più, assicurare al povero che al ricco è negato il perdono divino e, allo stesso tempo, che al duro sacrificio lavorativo Dio provvederà con il riscatto da schiavi a proprietari è un messaggio che, nel suo risvolto esclusivamente pratico, può essere letto anche come un invito all'ipocrisia, cioè a mantenere la propria umile subalternità finché non si ha l'opportunità di diventare a propria volta padroni; e l'augurio di Onesimo a diventare padroni non capitalisti restando umili come alle origini è un sogno irrealizzabile, una promessa mistificatoria, poiché l'esistenza di padroni prevede inevitabilmente l'esistenza di subalterni, dunque è un concetto fondato sulla differenza sociale e non scindibile da essa.
Quindi, nei Misteri non c'è niente che si avvicini all'entusiasmo (seppure paternalistico) di Eugène Sue, non c'è nessun Deus ex machina se non la stessa invisibile e intangibile provvidenza divina, e soprattutto, nessuna ambizione politica di fronte alle pecche dell'epoca borbonica e alla disillusione post-unitaria. Si documenta con grande maestria e passione una realtà meridionale sofferente, ma, dietro la maschera della filantropia, non si fa nessun affidamento sul vero potenziale umano per migliorarne le condizioni, poiché Mastriani sa benissimo che per questo occorre la violenza. Anzi, la lezione generale che l'autore vuole impartire si fonda proprio sulla denuncia e sul rifiuto del furto e dell'omicidio, che sono le soluzioni spesso adottate dai ricchi per accrescere le loro ricchezze, e dai poveri per tentare di stabilire una più giusta distribuzione dei beni, ma che per l'autore sono la dimostrazione del fallimento degli esseri umani di farsi giustizia da sé; non a caso, infatti, chi ruba e uccide è a sua volta derubato e ucciso. Ai ricchi si raccomanda il timore dell'inesorabile punizione divina, mentre i poveri vengono esortati a non provare a cambiare le cose da soli.
L'opera dello scrittore napoletano appare, nel suo complesso, non molto 'fiabesca' (fatta eccezione per i particolari pittoreschi e goticheggianti) e, col suo crudo realismo funzionale all'impronta di inchiesta sociale, priva di un lieto fine: giustizia divina o meno, infatti, gli eroi positivi muoiono come quelli negativi, mentre Onesimo e Nazario abbandonano la loro patria, in cui non è rimasto loro altro che i ricordi dolorosi, per mettere in atto altrove le avanzate idee non violente e la sensibilità letteraria. Tuttavia, il povero, che nei Misteri di Parigi di Sue e nei Mysteries of London di G. W. M. Reynolds è subordinato alla munificenza del ricco o alla condanna al crimine, viene qui scardinato da questa dipendenza e visto nella sua importanza in sé, nella sua dimensione positiva di indispensabile produttore di ricchezze e di esempio di valori puri, e sono proprio queste caratteristiche a spianargli la strada della virtù; e benché questa impostazione sia comunque carica di un forte idealismo, ha dei riscontri ideologici molto più efficaci (o, almeno, più gratificanti) sul lettore popolare, per il quale, se è illusorio farsi forza con la fede in Dio, è ancora più illusorio e meno consolatorio affidare la propria sopravvivenza nientemeno che al suo nemico di classe, artefice principale della sua miseria.
Inoltre, i mali di Napoli descritti con tanta cura restano proprio lì, davanti agli occhi dei lettori. Al di là dell'ideologia provvidenzialistica e della visione disincantata, resta una Napoli consumata dalla povertà e dal crimine, in cui è negato perfino l'affidamento della questione popolare alla coscienza e alla carità del benestante. E l'immagine di questa città martoriata è tutt'altro che irreale; balza con violenza davanti alle coscienze dei lettori, i quali, anche non trovando soluzioni immediate, cominciano almeno a guardarla meglio e a rifletterci.

## Ricezione critica
L'opera di Francesco Mastriani è ancora oggi pressoché esclusa dal novero delle lettere italiane canoniche: la sua mera appartenenza al genere del feuilleton l'ha sempre aprioristicamente bollata agli occhi della critica come letteratura inferiore, a cui non si può o non si vuole riconoscere lo statuto di arte vera e propria. La vastissima produzione letteraria di Mastriani e la non indifferente bibliografia critica sono ancora fuori catalogo, quindi di difficile reperibilità, e comunque destinate per lo più all'interesse accademico.
Ciononostante, almeno rispetto a quanto è accaduto a Reynolds e ad altri autori di city mystery, l'opera dello scrittore napoletano ha visto una maggiore presa in considerazione da parte della critica contemporanea e successiva, grazie soprattutto alla 'trilogia socialista' degli anni post-unitari: sono i tre romanzi 'sociali', infatti, a dare il via a svariati tentativi, tutti fallimentari, di collocare Mastriani al di fuori degli schemi dell'appendice per avvicinarlo, invece, al verismo e alla letteratura realistica europea. Così, nel 1877, Jessie White Mario, nel suo studio La Miseria in Napoli, accosta Mastriani a Dickens, individuando in entrambi i romanzieri lo stesso impegno nella denuncia, a un tempo realistica e filantropica, dei mali cittadini e della condizione popolare, al fine di suscitare l'attenzione delle classi egemoni.
Lo stesso Mastriani, nel 1878, risponde con risentimento a Francesco De Sanctis, che lo aveva completamente ignorato nella sua trattazione della letteratura partenopea e della scuola del realismo inaugurata in Francia da Emile Zola: Mastriani rivendica per sé sia l'assoluta predominanza letteraria nell'area napoletana, sia la vera primogenitura del romanzo realista.  Ma tutti i critici, passati e presenti, finiscono per concordare circa l'impossibilità di collocare Mastriani nel genere del realismo e del naturalismo, poiché gli squarci di cronaca e di realismo presenti nelle sue opere sono comunque subordinati all'immaginazione romanzesca predominante, e quindi si distaccano completamente dai prerequisiti ideologici delle suddette correnti letterarie. A chiarire per primo questo problema, riconoscendo l'inesauribile fantasia di Mastriani come pregio a prescindere da qualsiasi tentativo di confronto con scrittori più famosi, è Federigo Verdinois, in un saggio del 1882 intitolato Profili letterari napoletani.
Sin dalla pubblicazione dei Misteri, e ancora alla fine del secolo, è per lo più diffusa l'immagine di Mastriani come portavoce del popolo napoletano, delle storture delle classi sociali, della malvagità dei ricchi e della pietà per i poveri. È questa l'immagine che permane nel suo pubblico, il quale si riconosce nelle sue opere 'socialiste' e in particolare nei Misteri, in quanto vi ritrova le care vecchie strutture narrative e tematiche del feuilleton francese arricchite dal nuovo impegno sia nel tracciare un profilo della triste realtà sociale di Napoli, sia nell'immergere in quella stessa realtà una componente consolatoria.
Tra la fine dell'Ottocento e l'inizio del Novecento Mastriani continua a godere di grande successo presso il pubblico popolare, tant'è vero che assume la fama di cantastorie, creatore di personaggi ideali con cui i lettori dei ceti bassi condividono la sete di giustizia e l'aspirazione al miglioramento sociale. Nel frattempo i critici tacciono, finché questo silenzio è rotto da un breve ma significativo passo scritto nel 1909 da Benedetto Croce, che per primo riconosce i meriti di Mastriani proprio all'interno del genere d'appendice e nell'ambito della cultura partenopea. Allo scritto di Croce si ispira la prima monografia su Mastriani, scritta nel 1914 da Gina Algranati, la quale tuttavia non presenta l'atteggiamento equilibrato di Croce e si lascia andare per lo più ai toni sarcastici e sprezzanti verso la qualità letteraria di Mastriani come romanziere popolare, definendo i suoi Misteri un "intruglio enorme" e i personaggi "incompleti perché unilaterali".
Dunque, si cerca ancora di stabilire le differenze tra ciò che è considerato arte e ciò che non lo è; tuttavia, a fare un altro tentativo di uscire da questo schema di giudizio è Luigi Russo, il quale, in un saggio del 1923, riconosce in Mastriani un originale valore artistico proprio in quanto scrittore di romanzi d'appendice che però si differenzia da questa tradizione per il ritratto, doloroso ma genuino, della realtà popolare di Napoli: sono proprio le caratteristiche che allontanano Mastriani dalla qualità artistica (idealizzazione, artificiosità, regionalismo) a essere viste come tratti specifici della sua produzione letteraria e quindi degni di attenzione. 
Ma, perché questi nuovi criteri di analisi vengano utilizzati, bisogna attendere il secondo dopoguerra, che vede l'affermazione definitiva della società di massa e, di conseguenza, un inarrestabile processo di democratizzazione della cultura. Solo in questo periodo vengono pubblicati i Quaderni del carcere di Antonio Gramsci, che già all'inizio degli anni Trenta aveva tracciato quello che ancora oggi è il più esaustivo profilo del romanzo popolare, di cui viene riconosciuta l'importanza presso i ceti popolari proprio per la capacità di arrivare a questi strati sociali con una funzione di educatore alla coscienza nazionale e, allo stesso tempo, di compensatore fantastico ai mali della vita quotidiana; dallo studio gramsciano si traggono gli spunti per un nuovo approccio critico al romanzo d'appendice e a Mastriani. Si verifica quindi un fiorire di studi sul romanzo d'appendice, nei quali non manca mai una lettura dei Misteri di Napoli; il primo volume interamente dedicato all'attività giornalistica e letteraria di Mastriani è pubblicato nel 1987 da Antonio Di Filippo (Lo scacco e la ragione: gruppi intellettuali, giornali e romanzi nella Napoli dell'Ottocento. Mastriani, 1987), ed è seguito dai due validissimi studi di Tommaso Scappaticci (Il romanzo d'appendice e la critica. Francesco Mastriani, 1990, e Tra orrore gotico e impegno sociale. La narrativa di Francesco Mastriani, 1992); infine, nel 2012, Patrizia Bottoni discute all'Università di Toronto la sua tesi di dottorato intitolata Il romanzo gotico di Francesco Mastriani. Tuttavia,  si tratta di studi scaturiti dall'interesse verso una corrente letteraria alternativa, che non ha ancora innalzato il Mastriani dal suo status di scrittore 'minore'.